# Bombardeos de Berlín en la Segunda Guerra Mundial
Berlín, entonces capital de la Alemania nazi, fue objeto de 363 ataques aéreos durante la Segunda Guerra Mundial. Fue bombardeada por el Comando de Bombarderos de RAF entre 1940 y 1945, por la USAAF Octava Fuerza Aérea entre 1943 y 1945, y por la Fuerza Aérea Francesa entre 1944 y 1945, como parte de la campaña aliada de bombardeo estratégico de Alemania. También fue atacada por aviones de la Fuerza Aérea Roja, en 1941 y particularmente en 1945, cuando las fuerzas soviéticas se cerraron sobre la ciudad.  Los bombarderos británicos lanzaron 45.517 toneladas de bombas, mientras que los aviones estadounidenses lanzaron 22.090,3 toneladas. A medida que los bombardeos continuaban, cada vez más personas huían de la ciudad. En mayo de 1945, 1,7 millones de personas (el 40% de la población) habían huido.

## Preludio
Cuando comenzó la Segunda Guerra Mundial en 1939, el presidente de los Estados Unidos (entonces una potencia neutral), Franklin D. Roosevelt, emitió una petición a los principales beligerantes para que limitaran sus incursiones aéreas a objetivos militares. Los franceses y los británicos aceptaron acatar la petición, con la condición de que lo hicieran "en el entendimiento de que estas mismas reglas de guerra serían escrupulosamente observadas por todos sus oponentes".
El Reino Unido tenía la política de utilizar el bombardeo aéreo sólo contra objetivos militares y contra infraestructuras como puertos y ferrocarriles de importancia militar directa. Aunque se reconoció que el bombardeo aéreo de Alemania causaría víctimas civiles, el gobierno británico renunció al bombardeo deliberado de propiedades civiles, fuera de las zonas de combate, como táctica militar. Esta política fue abandonada el 15 de mayo de 1940, dos días después del bombardeo alemán en Róterdam, cuando la RAF recibió permiso para atacar objetivos en el Ruhr, incluyendo plantas petrolíferas y otros objetivos industriales civiles que ayudaban al esfuerzo bélico alemán, como los altos hornos que por la noche se autoiluminaban. La primera incursión de la RAF en el interior de Alemania tuvo lugar en la noche del 10 al 11 de mayo (sobre Dortmund). El Jules Verne, una variante del Farman F.220  de la Aviación Naval Francesa, fue el primer bombardero aliado en asaltar Berlín: en la noche del 7 de junio de 1940 lanzó ocho bombas de 250 kg y 80 de 10 kg de peso sobre la capital alemana.
Entre 1939 y 1942, se abandonó gradualmente la política de bombardear únicamente objetivos de importancia militar directa en favor del "bombardeo de área", es decir, el bombardeo a gran escala de ciudades alemanas para destruir viviendas e infraestructuras civiles. Aunque matar a los civiles alemanes nunca fue una política explícita, era obvio que el bombardeo de área causaría bajas civiles a gran escala. Con la tecnología disponible en la época, el bombardeo de precisión de objetivos militares sólo era posible a la luz del día (y era difícil incluso entonces). Los bombardeos a la luz del día llevados a cabo por el Mando de Bombarderos implicaban pérdidas inaceptables de aviones británicos, y los bombardeos nocturnos provocaban pérdidas británicas mucho menores, pero eran necesariamente indiscriminados debido a las dificultades de la navegación nocturna y la puntería de las bombas.

## 1940 a 1943

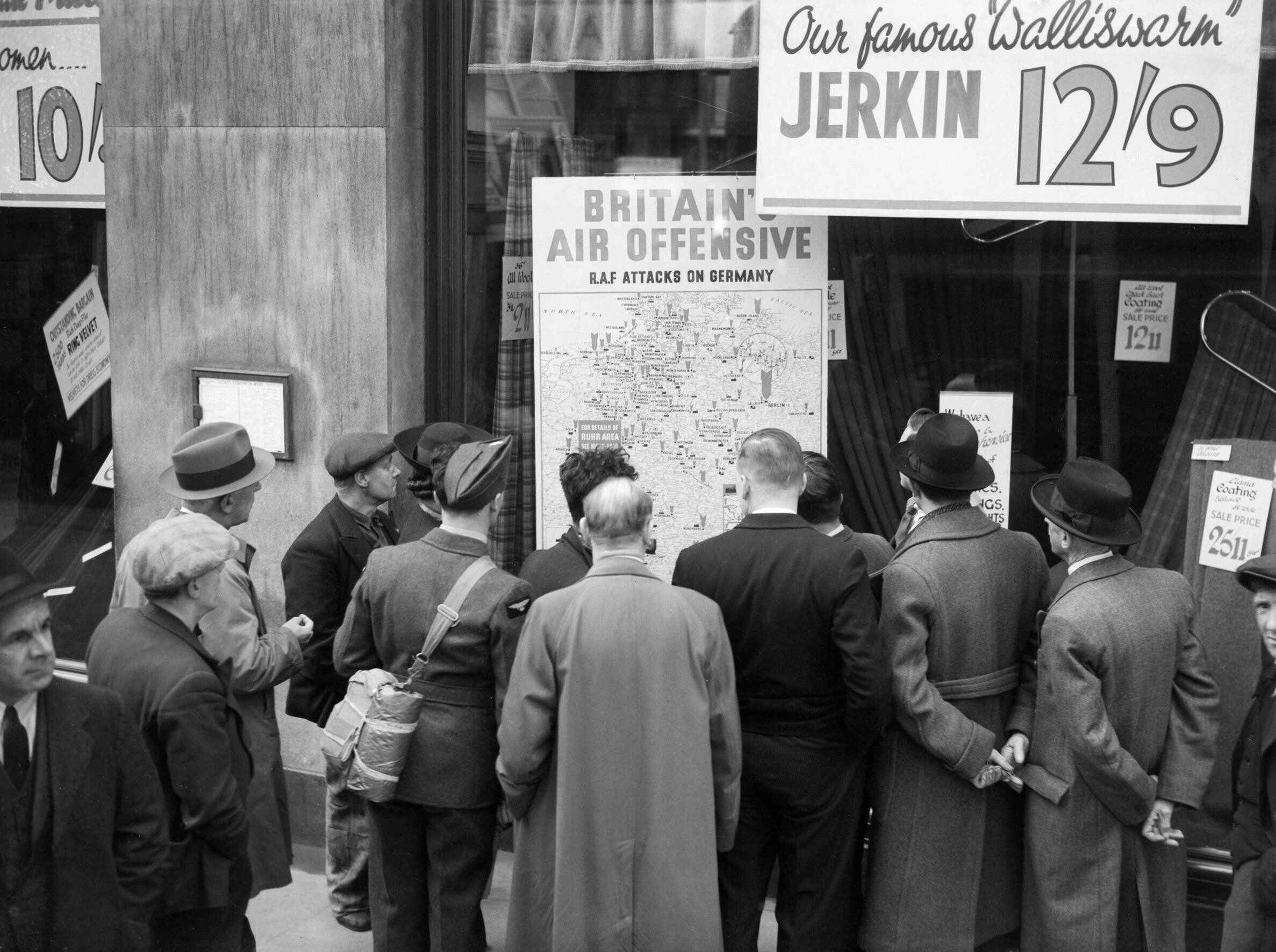
Grupo de personas en Londres miran un mapa que ilustra cómo la RAF está contraatacando a Alemania durante 1940.

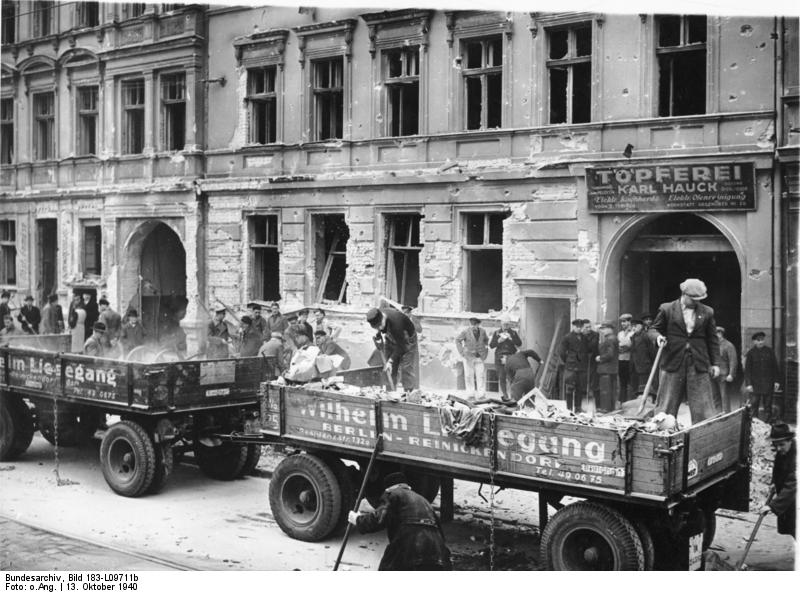
Un grupo de trabajo limpia los escombros de un ataque aéreo en Berlín, 13 de octubre de 1940.

Antes de 1941, Berlín, a 950 kilómetros (590,3 mi) de Londres, estaba en el rango extremo alcanzable por los bombarderos británicos entonces disponibles para las fuerzas aliadas. Sólo se podía bombardear por la noche en verano, cuando los días eran más largos y el cielo estaba despejado, lo que aumentaba el riesgo para los bombarderos aliados.  La primera incursión de la RAF sobre Berlín tuvo lugar la noche del 25 de agosto de 1940; se enviaron 95 aviones para bombardear el Aeropuerto de Tempelhof, cerca del centro de Berlín, y Siemensstadt, de los cuales 81 dejaron caer sus bombas en Berlín y sus alrededores, y aunque los daños fueron leves, el efecto psicológico sobre Hitler fue mayor. Los bombardeos sobre Berlín hicieron que Hitler ordenara el cambio de objetivo de la Luftwaffe desde los aeródromos y defensas aéreas británicas a las ciudades británicas, en un momento de la Batalla de Inglaterra en el que las defensas aéreas británicas se estaban agotando y sobrecargando.
En las dos semanas siguientes hubo otras cinco incursiones de un tamaño similar, todas nominalmente de precisión en objetivos específicos, pero con las dificultades de la navegación nocturna las bombas que se lanzaron se dispersaron ampliamente. Durante 1940 hubo más incursiones en Berlín, todas las cuales hicieron poco daño. Las incursiones se hicieron más frecuentes en 1941, pero fueron ineficaces para alcanzar objetivos importantes. El jefe del Estado Mayor Aéreo de la RAF, Sir Charles Portal, justificó estas incursiones diciendo que "sacar a cuatro millones de personas de la cama y meterlas en los refugios" merecía la pena por las pérdidas que suponía.
La Unión Soviética comenzó una campaña de bombardeo sobre Berlín el 8 de agosto de 1941 que se extendió hasta principios de septiembre. Los bombarderos medios de la Armada, acompañados a partir del 12 de agosto por bombarderos del Ejército, realizaron diez incursiones desde la isla de Saaremaa a Berlín con 3-12 aviones en cada incursión, cincuenta en total alcanzando Berlín. Los bombarderos pesados del Ejército, que operaban desde cerca de Leningrado, ejecutaron una incursión a Berlín el 11 de agosto, con sólo unos pocos aparatos alcanzando el objetivo. En total en 1941, los aviones soviéticos lanzaron 36 000 kilogramos (79 366,5 lb) de bombas sobre Berlín. Las pérdidas operativas y de combate para los soviéticos se cifraron en 17 aviones destruidos y 70 tripulantes muertos.
El 7 de noviembre de 1941, Richard Peirse, jefe del Comando de Bombarderos de la RAF, lanzó una gran incursión sobre Berlín, enviando más de 160 bombarderos a la capital. 21 fueron derribados o se estrellaron, y de nuevo se produjeron pocos daños debido al mal tiempo. Este fracaso provocó la destitución de Peirse y su sustitución (en febrero de 1942) por Sir Arthur Travers Harris, que creía tanto en la eficacia como en la necesidad de los bombardeos de área. Harris dijo: "Los nazis entraron en esta guerra con la ilusión bastante infantil de que iban a bombardear a todos los demás, y que nadie les iba a bombardear a ellos. En Róterdam, Londres, Varsovia y medio centenar de otros lugares, pusieron en práctica su ingenua teoría. Sembraron el viento, y ahora van a recoger el torbellino"
Al mismo tiempo, entraron en servicio nuevos bombarderos con mayor alcance, en particular el Avro Lancaster, que estuvo disponible en gran número durante 1942. Sin embargo, durante la mayor parte de 1942, la prioridad del Mando de Bombarderos fue atacar los puertos de U-boat de Alemania como parte del esfuerzo de Gran Bretaña por ganar la Batalla del Atlántico. Durante todo el año 1942 sólo hubo nueve alertas aéreas en Berlín, ninguna de ellas grave. Únicamente en 1943 Harris tuvo tanto los medios y la oportunidad para poner en práctica sus ideas sobre bombardeo de área.

## Batalla de Berlín
La Batalla de Berlín fue lanzada por Harris en noviembre de 1943, una campaña aérea concertada contra la capital alemana, aunque se siguieron atacando otras ciudades para evitar que los alemanes concentraran sus defensas en Berlín. Harris creía que este podía ser el golpe que acabaría con la resistencia alemana. "Nos costará entre 400 y 500 aviones", dijo. "Le costará a Alemania la guerra" Para entonces podía desplegar más de 800 bombarderos de largo alcance en una noche cualquiera, equipados con nuevos y más sofisticados dispositivos de navegación como el radar H2S. Entre noviembre de 1943 y marzo de 1944, el Mando de Bombarderos realizó 16 ataques masivos sobre Berlín.
El preludio de las incursiones de 1943 vino de la mano del De Havilland Mosquito, que golpeó la capital el 30 de enero de 1943, el décimo aniversario de la Machtergreifung de los nazis. Ese mismo día, se sabía que tanto Göring como Goebbels iban a dar grandes discursos que serían transmitidos en directo por radio. A las 11:00 horas exactamente, los Mosquitos del Escuadrón 105 llegaron a Berlín exactamente a tiempo para interrumpir el discurso de Göring. Más tarde, ese mismo día, el Escuadrón 139 de la RAF repitió el truco para Goebbels. Fueron grandes incursiones propagandísticas que, al igual que la incursión de Doolittle en las islas japonesas en abril de 1942, supusieron una gran vergüenza para los dirigentes alemanes. El 20 de abril de 1943 era el 54.º cumpleaños de Hitler. El Mando de Bombarderos decidió que tenía que celebrar la ocasión con un ataque a Berlín, y se decidió que el Mosquito era el avión adecuado para la tarea. En consecuencia, el escuadrón n.º 105 fue enviado a la capital alemana, alcanzando con éxito la ciudad con la pérdida de un solo avión.

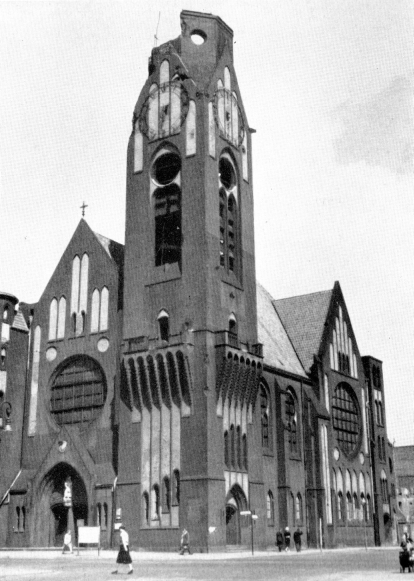
La Iglesia de la Reforma en Moabit, dañada en la noche del 22 al 23 de noviembre de 1943.

La primera incursión de la batalla tuvo lugar el 18 y 19 de noviembre de 1943. Berlín fue el objetivo principal, y fue atacado por 440 Avro Lancasters ayudados por cuatro Mosquitos. La ciudad estaba bajo una nube y los daños no fueron graves. La segunda incursión importante tuvo lugar la noche del 22 al 23 de noviembre de 1943. Esta fue la incursión más efectiva de la RAF en Berlín. La incursión causó grandes daños en las zonas residenciales del oeste del centro, Tiergarten y Charlottenburg, Schöneberg y Spandau. Debido a las condiciones meteorológicas secas, se produjeron varias tormentas de fuego. La Iglesia memorial del káiser Guillermo fue destruida. Otros edificios importantes fueron dañados o destruidos, como las embajadas británica, francesa, italiana y japonesa, el Palacio de Charlottenburg y el Zoológico de Berlín, así como el Ministerio de Municiones, la Waffen SS Colegio Administrativo, el cuartel de la Guardia Imperial en Spandau y varias fábricas de armas.
El 17 de diciembre se produjeron grandes daños en el sistema ferroviario de Berlín. Para entonces, el efecto acumulativo de la campaña de bombardeo había dejado inservible más de una cuarta parte del total de viviendas de Berlín. Hubo otra gran incursión los días 28 y 29 de enero de 1944, cuando los distritos del oeste y del sur de Berlín fueron golpeados en el ataque más concentrado de este periodo. El 15 y 16 de febrero, importantes industrias de guerra fueron atacadas, incluyendo la gran zona de Siemensstadt, siendo el centro y los distritos del suroeste los que sufrieron la mayor parte de los daños. Esta fue la mayor incursión de la RAF en Berlín. Las incursiones continuaron hasta marzo de 1944.

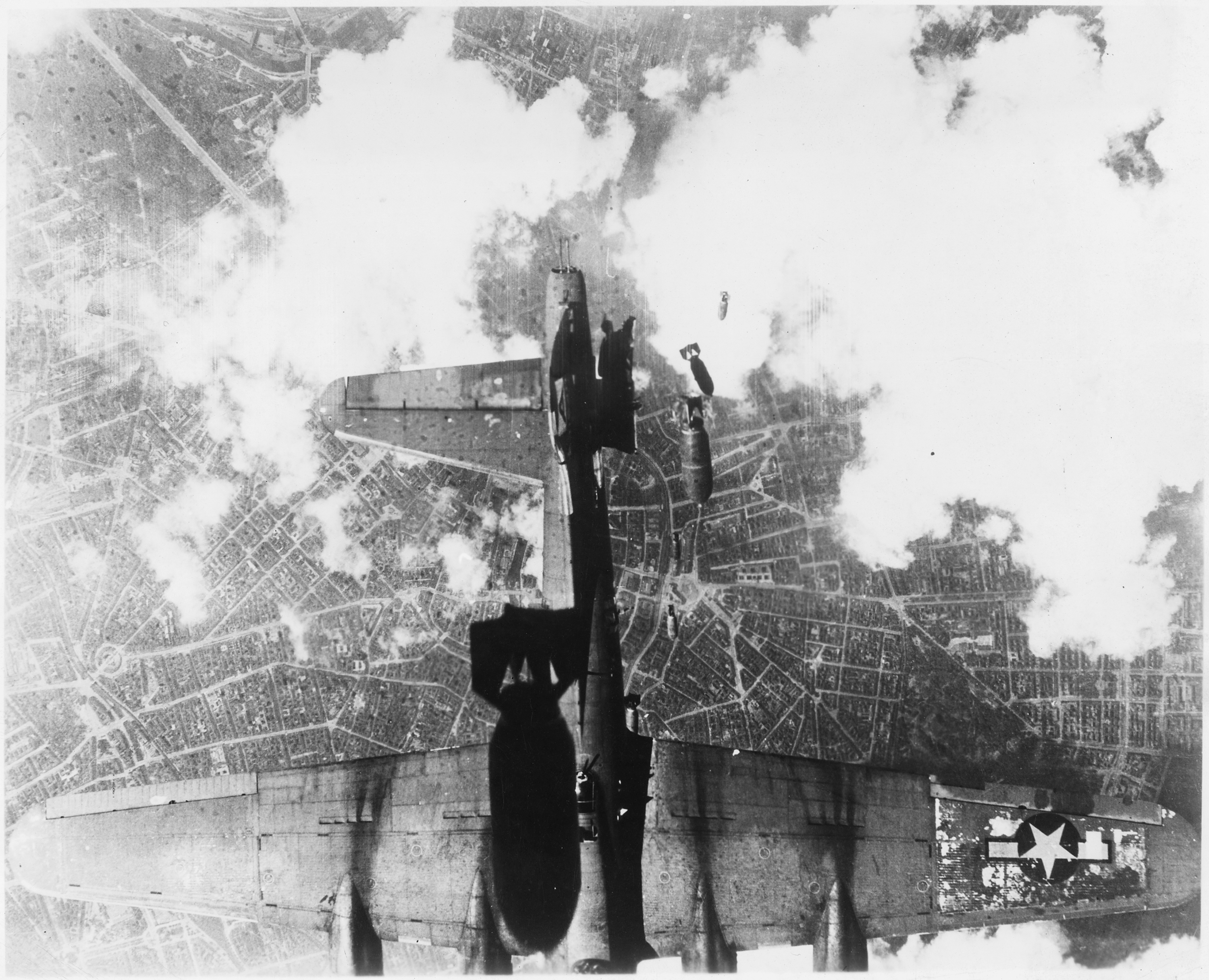
Un USAAF B-17 "Miss Donna Mae II" es dañado por el lanzamiento de una bomba inoportuna sobre la Isla de los Museos, Berlín en mayo de 1944. Los 11 aviadores murieron

Estas incursiones causaron una inmensa devastación y pérdida de vidas en Berlín. La incursión del 22 de noviembre de 1943 mató a 2.000 berlineses y dejó a 175.000 sin hogar. La noche siguiente, 1.000 murieron y 100.000 se quedaron sin hogar. Durante diciembre y enero, las incursiones regulares mataron a cientos de personas cada noche y dejaron sin hogar a entre 20.000 y 80.000 cada vez. En total, murieron casi 4.000 personas, 10.000 resultaron heridas y 450.000 se quedaron sin hogar.
Las 16 incursiones en Berlín costaron al Mando de Bombarderos más de 500 aviones, con sus tripulaciones muertas o capturadas. Esto supuso una tasa de pérdidas del 5,8%, que estaba por encima del umbral del 5% que se consideraba la tasa de pérdidas operativas máxima sostenible por parte de la RAF. En diciembre de 1943, por ejemplo, se perdieron 11 tripulaciones sólo del Escuadrón 460 de la RAAF en las operaciones contra Berlín; y en enero y febrero, murieron otras 14 tripulaciones. La destrucción de 25 aviones significaba que la fuerza de combate del escuadrón tenía que ser reemplazada en tres meses. A este ritmo, el Mando de Bombarderos habría sido eliminado antes de Berlín". Se ha reconocido en gran medida que la Batalla de Berlín fue un fracaso; para la RAF, los historiadores oficiales británicos han afirmado que "en un sentido operativo la Batalla de Berlín fue más que un fracaso, fue una derrota".

## Marzo de 1944 a abril de 1945

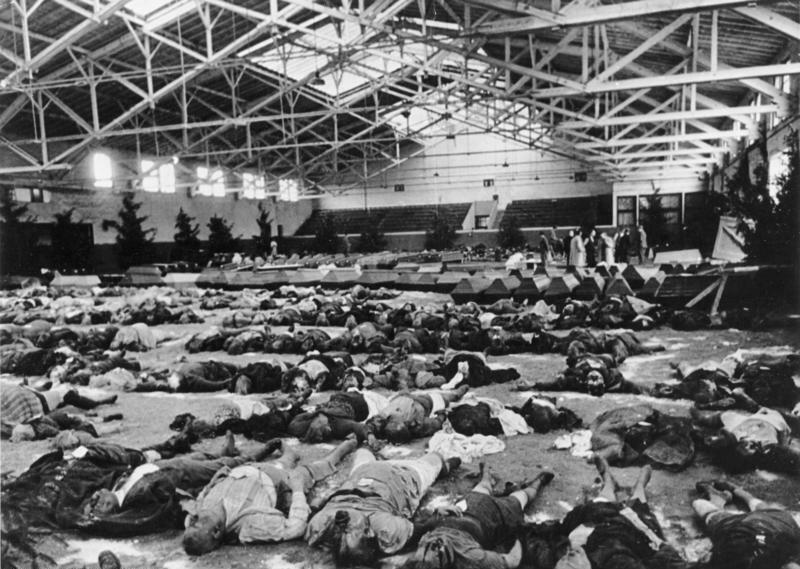
Víctimas de los bombardeos dispuestas en una sala de exposiciones, otoño de 1944

En 1943, el Ejército de los Estados Unidos y la compañía Standard Oil construyeron un conjunto de réplicas en el oeste de Utah, de urbanizaciones típicas de la clase trabajadora alemana, "Aldea Alemana", que sería de importancia clave para adquirir los conocimientos y la experiencia necesarios para llevar a cabo los bombardeos sobre Berlín. Se hizo con la ayuda de Erich Mendelsohn, un arquitecto judío de estructuras en Berlín que huyó de los nazis en 1933.
La Semana Grande (del domingo 20 al viernes 25 de febrero de 1944) de la ofensiva de bombarderos pesados comenzó poco después de que el comandante de la Octava Fuerza Aérea, el mayor general Jimmy Doolittle, hubiera puesto en práctica las un cambio importante en la defensa de los cazas de las formaciones de bombarderos estratégicos de la USAAF que había reforzado la confianza de las tripulaciones de bombardeo estratégico estadounidenses. Hasta ese momento, los bombarderos aliados evitaban el contacto con la Luftwaffe; ahora, los estadounidenses utilizaban cualquier método que obligara a la Luftwaffe a entrar en combate. Aplicando esta política, los Estados Unidos miraron hacia Berlín. La USAAF pensó que atacar la capital alemana obligaría a la Luftwaffe a entrar en combate. En consecuencia, el 4 de marzo, la USSTAF lanzó el primero de varios ataques contra Berlín. Se produjeron feroces combates que provocaron grandes pérdidas para ambos bandos; el 6 de marzo se perdieron 69 B-17, pero la Luftwaffe perdió 160 aviones. Los aliados reemplazaron sus pérdidas; la Luftwaffe no pudo.
Al final de la Batalla de Berlín, la RAF realizó una última gran incursión sobre la ciudad en la noche del 24 al 25 de marzo, perdiendo el 8. 9% de la fuerza atacante, pero debido al fracaso de la batalla de Berlín, y al cambio al bombardeo táctico de Francia durante los meses de verano en apoyo de la Invasión aliada de Francia, el Mando de Bombarderos de la RAF dejó Berlín en paz durante la mayor parte de 1944. Sin embargo, continuaron las incursiones regulares de la RAF y la USAAF, incluyendo el Operación Whitebait para el bombardeo del Centro de Investigación del Ejército de Peenemünde. En 1945, la Octava Fuerza Aérea lanzó varias incursiones diurnas muy grandes sobre Berlín, la última de ellas el 18 de marzo (hubo bombardeos a Falkensee y Spandau, cerca de Berlín, en el 28 de marzo), la 15.ª Fuerza Aérea lanzó su única misión de bombardeo sobre Berlín el 24 de marzo, y durante 36 noches seguidas decenas de RAF Mosquitos bombardearon la capital alemana, terminando la noche del 20/21 de abril de 1945 justo antes de que los soviéticos entraran en la ciudad.

### La mayor incursión estadounidense en Berlín
1.500 bombarderos de la Octava Fuerza Aérea, protegidos por unos 1.000 cazas atacaron el sistema ferroviario de Berlín en la mañana del 3 de febrero de 1945 en la creencia de que el Sexto Ejército Panzer alemán se estaba moviendo a través de Berlín en tren en su camino hacia el Frente Oriental, pensando que el Sexto Ejército Panzer utilizaría los astilleros de Tempelhof para el traslado. Esta fue una de las pocas ocasiones en las que la USAAF emprendió un ataque masivo contra un centro urbano. El teniente general James Doolittle, comandante de la Octava Fuerza Aérea de la USAAF, se opuso a esta táctica, pero fue desautorizado por el comandante de la USAAF, el general Carl Spaatz, que fue apoyado por el comandante aliado, el general Dwight D. Eisenhower. Eisenhower y Spaatz dejaron claro que el ataque a Berlín era de gran importancia política, ya que estaba diseñado para ayudar a la ofensiva soviética  en el Oder al este de Berlín, y era esencial para la unidad aliada.

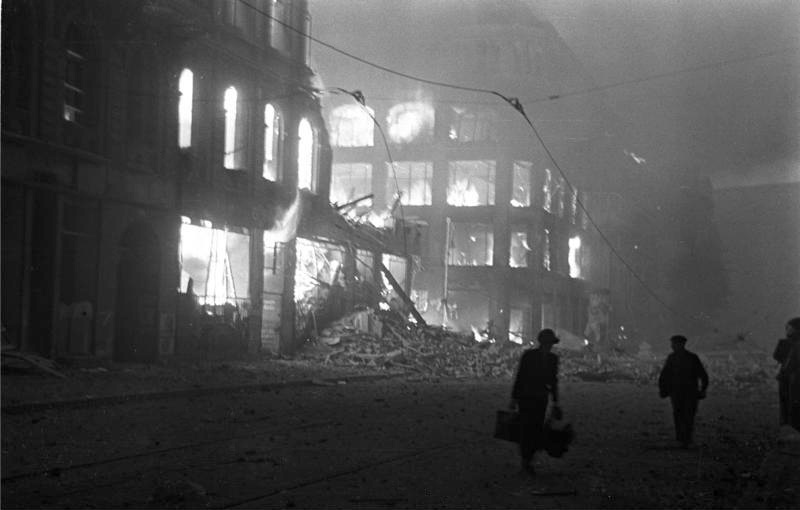
Bombardeo de Berlín en julio de 1944.

En la incursión, dirigida por el teniente coronel Robert Rosenthal del 100º Grupo de Bombardeo volando en un pathfinder B-17G, s/n 44-8379 - al mando de toda la fuerza de bombarderos de la Primera División Aérea en esta incursión - Friedrichstadt (el barrio de los periódicos), y Luisenstadt (ambos divididos entre los barrios de Kreuzberg y Mitte, la zona central) y algunas otras zonas, como Friedrichshain, sufrieron graves daños. Las bombas utilizadas en esta incursión consistían en su mayoría en munición de alto explosivo y no en munición incendiaria. La zona que sufrió los mayores daños no incluía las líneas de ferrocarril principales, que estaban más al norte (Stadtbahn) y al sur (Ringbahn).
El bombardeo fue tan denso que provocó un incendio en la ciudad que se extendió hacia el este, impulsado por el viento, sobre el sur de Friedrichstadt y el noroeste de la vecina Luisenstadt. El fuego se prolongó durante cuatro días, hasta que quemó todo lo que se encontraba en su radio de acción y después de que alcanzara vías fluviales, grandes avenidas y parques que el fuego no pudo saltar. Debido al agotamiento de los suministros alemanes, la defensa antiaérea alemana estaba poco equipada y era débil, de modo que de los 1.600 aviones estadounidenses comprometidos, sólo 36 fueron derribados y sus tripulaciones tomadas como prisioneros de guerra. El comandante de la Primera División Aérea, el teniente coronel Rosenthal, estuvo entre los derribados y sobrevivió, pero fue rescatado por las fuerzas armadas soviéticas y finalmente regresó a Inglaterra.
En el centro de Berlín se encuentran varios monumentos, como la iglesia francesa de Luisenstadt, la iglesia de Santiago, la iglesia de Jerusalén, la Iglesia de Luisenstadt, la Iglesia de San Miguel, la iglesia de St. Simeón, y el Consistorio protestante (actual entrada del Museo Judío de Berlín), así como edificios del gobierno y del Partido Nazi, incluyendo la Cancillería del Reich, la Cancillería del Partido, el cuartel general de la Gestapo, y el Tribunal del Pueblo. Las zonas de Unter den Linden, Wilhelmstrasse y Friedrichstrasse se convirtieron en mares de ruinas. Entre los muertos estaba Roland Freisler, el infame jefe de justicia del Tribunal Popular. El número de muertos ascendió a 2.894, menos de lo que cabría esperar porque el asalto se produjo de día y con relativamente pocas bombas incendiarias. El número de heridos ascendió a 20.000, y 120.000 se quedaron sin hogar o "dehoused".
Otra incursión el 26 de febrero de 1945 dejó a otras 80.000 personas sin hogar. Las incursiones continuaron hasta abril, cuando el Ejército Rojo estaba fuera de la ciudad. En los últimos días de la guerra, la Fuerza Aérea Roja también bombardeó Berlín, además de utilizar Ilyushin Il-2 y aviones similares para ataques a baja altura a partir del 28 de marzo. Para entonces, las defensas civiles y la infraestructura de Berlín estaban a punto de colapsar, pero la moral de los civiles se mantuvo. Tras la toma de Berlín, el general soviético Nikolai Bersarin dijo, refiriéndose al bombardeo de artillería y cohetes del Ejército Rojo, que:
"los aliados occidentales habían lanzado 65.000 toneladas de explosivos sobre la ciudad en el transcurso de más de dos años, mientras que el Ejército Rojo había gastado 40.000 toneladas en sólo dos semanas". Más tarde, los estadísticos calcularon que por cada habitante de Berlín había casi 30 metros cúbicos  de escombros.
Hasta finales de marzo de 1945 se habían producido un total de 314 ataques aéreos sobre Berlín, 85 de ellos en los últimos doce meses. La mitad de las casas resultaron dañadas y alrededor de un tercio inhabitables, hasta 16 km² de la ciudad eran simplemente escombros. Las estimaciones del número total de muertos en Berlín a causa de los ataques aéreos oscilan entre 20.000 y 50.000; los estudios alemanes actuales sugieren que es más probable una cifra en la parte inferior de este rango. Esto se compara con el número de muertos de entre 25.000 y 35.000 en el único ataque a Dresde el 14 de febrero de 1945, y los 42.000 muertos en Hamburgo en un simple ataque en 1943, con las incursiones de Hamburgo y Dresde combinadas teniendo un total de víctimas inferior al de la Operación Meetinghouse del 9/10 de marzo de 1945 en un único bombardeo de fuego sobre Tokio, devastando unos 40.9 km2 causando la pérdida de al menos 100.000 vidas en la capital japonesa.